# Доротея Датска (1546–1617)
Доротея Датска (на датски: Dorothea af Danmark; на немски: Dorothea von Dänemark; * 29 юни 1546, Колдинг; † 6 януари 1617, Винзен) е принцеса от Дания и чрез женитба херцогиня на Брауншвайг и Люнебург (1561 – 1592) и княгиня на Люнебург.

## Живот
Тя е най-малката дъщеря на датския крал Кристиан III (1503 – 1559) и съпругата му принцеса Доротея фон Саксония-Лауенбург (1511 – 1571), най-възрастната дъщеря на херцог Магнус I фон Саксония-Лауенбург (1470 – 1543) и съпругата му Катарина фон Брауншвайг-Волфенбютел (1488 – 1563).
Доротея Датска се омъжва на 12 октомври 1561 г. за херцог Вилхелм Млади фон Брауншвайг-Люнебург от род Велфи (1535 – 1592), син на княз Ернст I (1497 – 1546) и София фон Мекленбург-Шверин (1508 – 1541). Тя пристига със златна колесница. От есента на 1577 г. Вилхелм е психически болен и през 1587 г. е поставен в арест в стаята си на резиденцията му в Целе.
Доротея се разболява през 1616 г. и умира на 6 януари 1617 г. на 71 години във Винзен. Тя е закарана в Целе, където е погребана на 16 февруари в херцогската гробница в църквата „Св. Мария“ в Целе.

## Деца
Доротея Датска и Вилхелм Млади имат децата:
- София (1563 – 1639), ∞ 12 май 1585 г. за Георг Фридрих I фон Бранденбург-Ансбах
- Ернст (1564 – 1611)
- Елизабет (1565 – 1621), ∞ 12 май 1585 г. граф Фридрих фон Хоенлое-Лангенбург (1553 – 1590)
- Христиан (1566 – 1633), епископ на Минден
- Август Стари (1568 – 1636), епископ на Ратцебург
- Доротея (1570 – 1649), ∞ пфалцграф Карл фон Биркенфелд (1560 – 1600)
- Клара (1571 – 1658), ∞ 7 март 1593 граф Вилхелм фон Шварцбург-Франкенхаузен
- Анна Урсула (1572 – 1601)
- Маргарета (1573 – 1643), ∞ 16 септември 1599 княз Йохан Казимир фон Саксония-Кобург
- Фридрих IV (1574 – 1648)
- Мария (1575 – 1610)
- Магнус (1577 – 1632)
- Георг фон Каленберг (1582 – 1641), ∞ 14 декември 1617 г. Анна Елеонора фон Хесен-Дармщат (1601 – 1659), прародители на днешната линия
- Йохан (1583 – 1628)
- Сибила (1584 – 1652), ∞ 18 декември 1617 г. княз Юлиус Ернст фон Брауншвайг-Даненберг (1571 – 1636)